# North American Open
Die North American Open sind ein jährlich stattfindendes Squashturnier für Herren. Es findet im Westwood Club in Richmond, Virginia, statt und ist Teil der PSA World Series. Das Turnier wurde 2004 ins Leben gerufen und gehörte zuletzt zur Kategorie World Series Gold, der dritthöchsten Wertungskategorie. Das Gesamtpreisgeld betrug 115.000 US-Dollar.
Bisher konnten sowohl James Willstrop (2008, 2012) und Nick Matthew (2010, 2011) als auch Ramy Ashour (2009, 2013) jeweils zweimal das Turnier gewinnen.

## Sieger Herren
| Jahr | Sieger              | Finalgegner      | Ergebnis                       |
| ---- | ------------------- | ---------------- | ------------------------------ |
| 2013 | Ramy Ashour         | Nick Matthew     | 11:7, 11:8, 5:11, 11:7         |
| 2012 | James Willstrop     | Ramy Ashour      | 11:7, 11:8, 11:7               |
| 2011 | Nick Matthew        | Ramy Ashour      | 11:9, 11:5, 8:11, 11:6         |
| 2010 | Nick Matthew        | Ramy Ashour      | 11:9, 16:14, 5:4 Aufgabe       |
| 2009 | Ramy Ashour         | Nick Matthew     | 11:8, 13:11, 10:12, 5:11, 11:8 |
| 2008 | keine Austragung    | keine Austragung | keine Austragung               |
| 2007 | Mohd Azlan Iskandar | John White       | 10:12, 11:8, 11:2, 11:7        |
| 2006 | keine Austragung    | keine Austragung | keine Austragung               |
| 2005 | Shahier Razik       | Mark Chaloner    | 11:7, 9:11, 11:7, 11:4         |
| 2004 | Cameron Pilley      | Shahier Razik    | 11:5, 11:8, 4:11, 6:11, 11:9   |